# Nokia 6.2
Il Nokia 6.2 è uno smartphone del 2019 a marchio Nokia sviluppato da HMD Global, successore dei Nokia 6.1 e 6.1 Plus.

## Caratteristiche tecniche

### Hardware
Il Nokia 6.2 è uno smartphone con form factor di tipo slate, le cui dimensioni sono di 159.9 x 75.1 x 8.3 millimetri e pesa 180 grammi.
Il dispositivo è dotato di connettività GSM, HSPA, LTE, di Wi-Fi 802.11 b/g/n/ac dual-band con supporto a hotspot e Wi-Fi Direct, di Bluetooth 5.0 con A2DP, EDR, aptX ed LE, di GPS con A-GPS, BDS, GALILEO e GLONASS, di NFC (tranne in India) e di radio FM. Ha una porta microUSB OTG 2.0 di tipo C 1.0 ed un ingresso per jack audio da 3.5 mm.
Il Nokia 6.2 è dotato di schermo touchscreen capacitivo da 6,3 pollici di diagonale, di tipo IPS LCD, HDR10, con aspect ratio 19:9 e risoluzione Full HD+ 1080 x 2280 pixel (densità di 400 pixel per pollice). Lo schermo è protetto da un Gorilla Glass 3. Il frame laterale è in plastica, il retro in vetro.
La batteria ai polimeri di litio da 3500 mAh non è removibile dall'utente. Supporta la ricarica rapida a 10 W.
Il chipset è uno Snapdragon 636. La memoria interna, di tipo eMMC 5.1, è di 32/64/128 GB, espandibile con microSD, mentre la RAM è di 3/4 GB.
La fotocamera posteriore ha tre sensori, uno da 16 megapixel con apertura f/1.8, uno da 8 MP grandangolare, con f/2.2 e uno da 5 MP di profondità (per effetti come il Bokeh), con f/2.4; è dotata di autofocus, HDR e flash LED, con registrazione video 4K a 30 fps, mentre la fotocamera anteriore, inserita nel notch a goccia, è da 8 megapixel con apertura f/2.0, HDR e con registrazione video Full HD a 30 fps.

### Software
Il sistema operativo è Android, in versione Android 9 Pie, con Android One, aggiornabile ad Android 10.

## Commercializzazione
Il dispositivo è stato rilasciato a ottobre 2019, ed è presente sia in versione "mono" che dual SIM.